# ملتهمة الهيدروجين بوسانية
ملتهمة الهيدروجين بوسانية (الاسم العلمي: Hydrogenophaga bisanensis) هي نوع من البكتيريا، سلبية الغرام، تتبع جنس ملتهمة الهيدروجين.